# Джеймс Гілмер
Джеймс Гілмор (англ. James Gilmour, кит. 景雅各; нар 12 червня 1843, Кеткін, Шотландія, Британська імперія - 21 травня 1891,  Тяньцзінь Цинська імперія) – шотландський місіонер протестант. Представник Лондонської місіонерської общии 

## Освіта й вишкіл
Джеймс навчався в Університеті Глазго, але мешкав вдома. Особливо яскраво він володів латинською та грецькою мовами, секрет його успіху, полягав у його «невимовній цінності», поставленої вчасно. Він ніколи навмисно не втрачав години.
Отримав ступінь бакалавра в 1867 році, а ступінь магістра через рік в 1868 році. 
Також рання релігійна освіта принесла плоди в його сповіданні і наверненні до християнства під час його університетського життя.
Запропонував себе місіонером у Лондонському місіонерському товаристві, був відправлений в Чесхунтський богословський коледж для подальшого навчання.

## Призначення на місію
Після Чесхунтського коледжу  рік навчався в місіонерській семінарії товариства в Хайгейті та  Лондоні. 
10 лютого 1870 року він був висвячений на місіонера в Монголії в каплиці Августина, Единбург. 
Відплив з Ліверпуля 22 лютого 1870 року на пароплаві «Діомед». 

### Намагання Гілмора донести Слово Боже
Під час перебування у Монголії у 1870 – 1874р, місіонер намагається навернути монголів у християнство, але ті не можуть зрозуміти кінцеву суть християнської релігійної основи під протестантською егідою.
1874 – 1876  Гілмор перебуває у Пекіні, де одружуються і намагається, навернути у християнство вже китайців. Гілмору вдається знайти з китайським етносом, спільну мову і вони масово приймають християнство. Також Гілмор не полишає спроб навести у християнство монголів, які трапляються йому у Пекіні. Він починає активно взаємодіяти з ними, переважно говорячи їм про спасіння і вічне життя підкріплюючи це Словом
Божим, але всі намагання марні, адже монголи звертаються до місіонера за для втілення власних потреб.

## Творчість
- У 1876 році Гілмор перебуваючи у Пекіні пише декілька розповідей про свої подорожі.
- У 1882 році Гілмор разом зі своєю дружиною відвідує  батьків у Великобританії і видає свою книгу «Серед монголів» (англ. Among the Mongols).
- У 1889 році Лондонське місіонерське товариство надсилає прохання до Гілмора повернутися з Пекіну на батьківщину. Він виконує це прохання і видає свою останню книжку яка має назву «Гілмор та його хлопчики» (англ. Gilmour and His Boys).

## Художня література
- H. P. Beach, Princely Men in the Heavenly Kingdom (1903), pp. 77–106
- Kathleen L. Lodwick, «For God and Queen: James Gilmour Among the Mongols, 1870—1891», [Social Sciences and Missions][1] (Leiden: Brill), vol.21, no.1, 2008, pp. 144–172
- Richard Lovett, James Gilmour of Mongolia: His Diaries, Letters, and Reports (1892)
- Richard Lovett, James Gilmour and His Boys, London:Religious Tract Society, 1894).
- Richard Lovett, More About the Mongols (1893)
- Richard Lovett, Among the Mongols, London : Religious Tract Society, (1883)
- W. P. Nairne, Gilmour of the Mongols, London, Hodder and Stoughton (1924)
- Temur Temule, «Rediscovering the Mongols, James Gilmour as a Transculturator», in Gaba Bamana, ed., Christianity and Mongolia: Past and Present (Ulaanbaatar: Antoon Mostaert Center, 2006), 54-59.